# Zlín Z-142
Die Zlín Z-142 ist ein Mehrzweckflugzeug des ehemals tschechoslowakischen, heute tschechischen Herstellers Zlín in Otrokovice. Es findet als Schul- und Sportflugzeug Verwendung, ist voll kunstflugtauglich und auch für den Segelflugzeugschlepp geeignet.

## Geschichte
Die Z-142 wurde als Weiterentwicklung der Z-42 von Jiři Navratil und Miroslav Kojecky entwickelt. Gegenüber dem Vorgänger verfügt das Flugzeug über eine nach vorn aufschiebbare Cockpithaube, verbesserte Instrumentierung und einen um 24 Zentimeter verlängerten Rumpf. Als Antrieb dient ein Avia-M-337AK-Triebwerk mit 155 kW Startleistung und automatisch verstellbarer V-500A-Metallluftschraube.
Der Erstflug erfolgte am 29. Dezember 1978 mit Zdenek Polaśek, die Serienproduktion begann 1980 und endete 1992 nach 335 Exemplaren. Die Z-142 wurde in die BRD, die DDR, nach Algerien, Bulgarien, Jugoslawien, Kanada, Kuba, Polen, Rumänien, Ungarn und Südafrika exportiert. Die von Algerien aufgrund eines Regierungsabkommens von 1987 gekauften 57 Z-142 wurden in Einzelteilen geliefert und bei der l’Entreprise de Construction Aéronautique de Tafraoui montiert und als Fernas-142 als militärischer Anfängertrainer in Dienst gestellt.
Nachfolgemodell ist die seit 1992 in Produktion befindliche Z-242.

## Technischer Aufbau
Die Z-142 ist ein freitragender Ganzmetall-Tiefdecker mit starrem Bugradfahrwerk. Die Verkleidungen des Rumpfmittelstücks und des Triebwerks sowie die Spitzen des Trag- und Leitwerks bestehen aus GFK. Die Tragflächen weisen eine leichte Negativ-Pfeilung auf. Vor dem Seitenleitwerk befindet sich eine Stabilisierungsflosse (Falschkiel). Die Streben des Fahrwerks bestehen aus Federstahl, die Räder sind mit Scheibenbremsen ausgestattet und das Bugrad besitzt einen ölpneumatischen Stoßdämpfer.

## Nutzer
- Algerien: 57 (als Fernas-142)
- Angola: 4 (Z-142C/AF)
- Bolivien: 1 (Z-142C/AF)
- Bulgarien: 2
- Deutschland: 3
- Jugoslawien: 1
- Kuba: 12
- Kroatien: 5
- Polen: 62
- Schweden: 1 (Z-142C/AF)
- Südafrika: 2 Z-142 + 4 Z-142C/AF
- Tschechien: 8 (Z-142C/AF)
- Tschechoslowakei: 157
- Ungarn: 41
- Vereinigte Staaten/ Kanada: 13 (Z-142C/AF)

## Technische Daten
| Kenngröße              | Daten                                                  |
| ---------------------- | ------------------------------------------------------ |
| Besatzung              | 1–2                                                    |
| Länge                  | 7,33 m                                                 |
| Flügelspannweite       | 9,16 m                                                 |
| Höhe                   | 2,75 m                                                 |
| Flügelfläche           | 13,2 m²                                                |
| Flügelstreckung        | 6,4                                                    |
| Flächenbelastung       | 82,9 kg/m²                                             |
| Leermasse              | 730 kg                                                 |
| Maximale Startmasse    | Kunstflug 970 kg Übungsflug 1020 kg Normalflug 1090 kg |
| Antrieb                | ein 6-Zylinder-Reihenmotor Avia M-337AK                |
| Leistung               | 155 kW (ca. 210 PS)                                    |
| Höchstgeschwindigkeit  | 230 km/h                                               |
| Reisegeschwindigkeit   | 215 km/h                                               |
| Abreißgeschwindigkeit  | 102 km/h mit Klappen                                   |
| Steiggeschwindigkeit   | maximal 5,5 m/s in Bodennähe                           |
| Mindestgeschwindigkeit | 102 km/h                                               |
| Dienstgipfelhöhe       | 4250 m                                                 |
| Reichweite             | maximal 940 km bei 1090 kg Startmasse                  |